# Camila Alire
Camila Alire là một thủ thư người Mỹ và là Chủ tịch Hiệp hội Thư viện Hoa Kỳ từ năm 2009–2010. Bà là Chủ tịch của REFORMA, Hiệp hội Quốc gia Thúc đẩy Dịch vụ Thư viện và Thông tin cho người Latinh và nói tiếng Tây Ban Nha, từ năm 1993-1994.
Alire là Trưởng khoa Emerita tại Đại học New Mexico và Đại học Bang Colorado. Bà cũng là cựu Chủ nhiệm Thư viện tại Đại học Colorado ở Denver. Bà đã từng là Giáo sư Thực hành cho chương trình Tiến sĩ của Đại học Simmons về Lãnh đạo Quản lý trong Các Chuyên ngành Thông tin và là giáo sư trợ giảng tại chương trình MLIS Điều hành Đại học Bang San Jose. Năm 2011, Hiệp hội Thư viện Hoa Kỳ đã vinh danh bà với Giải thưởng Lippincott cho dịch vụ xuất sắc đối với nghề thủ thư.
Năm 2012, Tổng thống Barack Obama đã bổ nhiệm Alire làm thành viên của Hội đồng Quốc gia về Nhân văn. Chức vụ của bà bắt đầu vào ngày 7 tháng 1 năm 2013 và hết hạn vào ngày 26 tháng 1 năm 2018.
Vào tháng 6 năm 2019, Alire đã nhận được Giải thưởng Thành tựu trọn đời của Elizabeth Martinez (thủ thư) (LAA) do REFORMA trao tặng. Đây là giải thưởng được tạo ra để công nhận những người đã đạt được thành tích xuất sắc trong vai trò thủ thư trong một thời gian dài (hơn 20 năm) phục vụ và những người đã có những đóng góp đáng kể và lâu dài cho REFORMA, cũng như Latino và cộng đồng nói tiếng Tây Ban Nha.